# Szinoptikusok
A szinoptikusok (a görög szó jelentése: „áttekintő, összefoglaló”, szó szerinti fordítás szerint „együttlátó(k)”) néven ismeri a szentírástudomány az első három kánoni evangélium – Máté, Márk és Lukács – hagyomány szerinti szerzőjét, de a megnevezés használatos olykor röviden a nevüket viselő három evangéliumra is, az úgynevezett szinoptikus evangéliumokra. Az elnevezés alapjául az a megfigyelés szolgál, hogy e három evangélium oly mértékben hasonlít egymásra – különösen ha figyelembe vesszük a Jánostól való különbözőségüket –, hogy szövegüket akár egymás mellé is lehet írni három hasábban, amely így együtt olvasható. 
Az azonosság azonban az éremnek csak az egyik oldala: a három szöveg között emellett komoly eltérések, mi több, látszólagos ellentmondások is megfigyelhetők. Ezzel a problémával foglalkozik az úgynevezett szinoptikuskérdés mely a három szinoptikus evangélium keletkezéstörténetével, ezen belül is a három írás egymáshoz való viszonyával foglalkozik. A szinoptikuskérdés megfelelő magyarázatául csakis olyan modell fogadható el, amely mind az egyezőségekre, mind az eltérésekre kellő indokkal szolgál.

## A szinoptikusok közötti hasonlóságok
- statisztikai adatok
- nagy szerkezet
- kis szerkezet
- szó szerinti egyezések

## A szinoptikusok közötti eltérések
- szerkezeti
- szöveg szerinti az azonos helyeken

## Magyarázatok
1. Ősevangélium-elmélet: a három szerző ugyanazt az írott forrást használva írta meg evangéliumát. A Jézus történetét is felölelő történetet az apostolok fogalmazták meg. (Gotthold Ephraim Lessing, 1778). Ez az elmélet csak a hasonlóságokat magyarázza meg a jelentős különbségeket nem.
2. Használatelmélet: Szent Ágoston úgy vélte, hogy Máté evangéliumát lerövidítette Márk. Tehát a korábbi mű volt az alapja a későbbinek. Máté azért írt, hogy meggyőzze a zsidókat, hogy Jézus a Messiás. Ezt Lukács felhasználta a Pál apostollal együtt missziós küldetései során. (Johann Jakob Griesbach, 1789). Akkor viszont honnan van a kétféle gyermekségtörténet?
3. Szóbeli hagyományelmélet: Csak az apostolokig visszavezethető hagyomány volt, nem volt írásbeli feljegyzés, Ez magyarázná az egyezőséget, a különbségek viszont az írók sajátos céljai miatt térnek el. (Johann Gottfried Herder, 1796). A hagyományok nem képesek hosszú eseményláncolatot átadni.
4. Töredékelmélet: A szinoptikusok egymástól független kis egységeket dolgoztak fel, mert Jézus után feljegyezték mondásait, tetteit. (Friedrich Schleiermacher, 1817). Ez az elmélet csak a különbözőségre ad választ.
5. A szinoptikus kérdésre adott válaszok közül ma az egyik legáltalánosabban elfogadott az ún. kétforrás-elmélet, illetve annak különböző variánsai. Az elmélet röviden azt állítja, hogy a legkorábbi evangélium Márké volt. Ez, valamint az ettől független, Q-nak nevezett őskeresztény dokumentum szolgált forrásául – egymástól függetlenül – mind Máténak, mind Lukácsnak. (Christian Hermann Weisse, 1838).